# Kilimandjaro (chanson)
Pour les articles homonymes, voir Kilimandjaro (homonymie).
Kilimandjaro (parfois intitulée Les Neiges du Kilimandjaro) est une chanson française créée en 1966 par Pascal Danel, qui en est également le compositeur, les paroles étant de Michel Delancray et les arrangements de Laurent Voulzy.
Les paroles de cette chanson sont inspirées du film d'Henry King, Les Neiges du Kilimandjaro réalisé en 1952 d'après une nouvelle écrite par Ernest Hemingway et publiée en 1936.
Cette chanson connaît le succès en France, atteignant la 2e place des ventes, et a également été enregistrée en plusieurs langues (italien, espagnol, allemand, japonais, corse, etc.).
Le spectacle Les Années Twist a repris cette chanson dans les années 1990.

## Utilisation dans d'autres œuvres
- 1952 : Les Neiges du Kilimandjaro, film d'Henry King tiré d'une nouvelle écrite par Ernest Hemingway en 1936

 Sauf indication contraire, les informations mentionnées dans cette section peuvent être confirmées par le générique de fin de l'œuvre audiovisuelle présentée ici, ainsi que par la base de données cinématographiques IMDb,  présente dans la section « Liens externes ».
- 2001 : Le Vélo de Ghislain Lambert, film de Philippe Harel
- 2011 : Les Neiges du Kilimandjaro, film de Robert Guédiguian dont le synopsis est sans rapport avec la chanson et n'est pas un remake du film de 1952. Seule la chanson de Pascal Danel est dans la bande sonore du film